# Never, Never, Never
Never, Never, Never is een van de hits van de Britse zangeres Dame Shirley Bassey. De eerste studio-opname werd uitgebracht in 1973 op het album met dezelfde titel. Het nummer haalde de achtste positie in de hitlijsten. Een nieuwe studioversie werd uitgebracht in 1984 op het album I Am What I Am.
Het originele Italiaanse nummer "Grande, Grande, Grande" werd gezongen door de Italiaanse zangeres Mina. Norman Newell (die onder andere ook de hits "This Is My Life" en "Born to Lose" vertaalde) vertaalde het nummer om internationaal publiek te bereiken. Vanaf dat moment was "Never, Never, Never" bijna altijd onderdeel van Shirleys concerten. Ook tijdens haar Britse tournee in de zomer van 2006 werd het ten gehore gebracht.
Tijdens vele optredens maakt Shirley Bassey het inmiddels beroemde grapje "This song is from the time when I was married to the Italian". Hiermee bedoelt ze Sergio Novak, met wie ze getrouwd was van 1968 tot en met 1979.

## Andere uitvoeringen
Céline Dion bracht het nummer uit in 1997 op haar album "Let's Talk About Love" in duet met Luciano Pavarotti.
Het nummer werd in 2008 gecoverd door Leen Zijlmans en Sieneke onder de titel "Wij twee samen".